# Persicaria arifolia
Persicaria arifolia là một loài thực vật có hoa trong họ Rau răm. Loài này được (L.) Haraldson mô tả khoa học đầu tiên năm 1978.